# Manermiut
Manermiut [maˈnɜmːiut] (nach alter Rechtschreibung Manermiut) ist eine wüst gefallene grönländische Siedlung im Distrikt Aasiaat in der Kommune Qeqertalik.

## Lage
Manermiut liegt am Westende der großen Insel Saqqarliit 16 km südwestlich von Aasiaat an der Davisstraße.

## Geschichte
Manermiut wird erstmals erwähnt, als der Wohnplatz durch die Epidemie von 1785/86 ausstirbt. 1798 wurde ein Garnfangversuch aus Qeqertarsuatsiaq hierher versetzt, aber nur zwei Jahre später starb die Bevölkerung bei einer Pockenepidemie erneut aus. Carl Ludwig Giesecke nannte Manermiut 1810 als Winterwohnplatz. 1821 lebte niemand dort. 1829 wurden elf Bewohner gezählt, aber 1831 war der Ort wieder verlassen. Um 1850 wurde Manermiut erneut besiedelt.
1860 erhielt der Ort den Status eines Udsteds. Dennoch hatte Manermiut 1915 gerade mal 26 Einwohner in drei Häusern. Die alte Wohnung des Udstedsverwalters von 1866 wurde 1915 von Grönländern benutzt. Stattdessen gab es eine neue Wohnung, die 1915 gerade gebaut worden war. Sie war ein Fachwerkbau mit Holzfassade und Schindeldach. Der Laden mit Proviantlager aus dem Jahr 1877 war ebenfalls ein Fachwerkgebäude mit Holzfassade und Dachpappe. Das Speckhaus von 1906 war ein Fachwerkgebäude mit Torfmauerfassade und Dachschindeln. Ein weiteres Steinhaus war früher eine Schmiede, da ein früherer Udstedsverwalter auch Schmied war, aber sie war 1915 nicht mehr in Gebrauch. Die Schulkapelle stammte aus dem Jahr 1891 und war ebenfalls ein Fachwerkgebäude mit Torfmauerfassade und Dachpappe. Es gab neben dem Udstedsverwalter einen Katecheten in Manermiut. Die Hebamme des Ortes wohnte in Kangaarsutsiaq. Die Grönländer hatten sieben Jäger und zwei Fischer unter sich.
Manermiut ist der Herkunftsort der grönländischen Familie Storch.
Ende der 1920er Jahre wurde eine neue Schulkapelle errichtet und 1932 ein Packhaus. Bis 1944 wurden mehrere Packhäuser gebaut. 1952 gab es bereits 14 Fischer in Manermiut, die die größten Fangmengen im ganzen Kolonialdistrikt hatten. Zwischen 1940 und 1960 lebten 60 bis 80 Menschen in Manermiut. 1945 war in Grønlands Landsråd vorgeschlagen worden, Manermiuts Udstedsstatus an Killiit abzugeben, was 1960 geschah. Bereits zwei Jahre später wurde Manermiut gänzlich aufgegeben.
Manermiut war bis 1950 eine eigene Gemeinde im Kolonialdistrikt Egedesminde. Diese gehörte zum 2. Landesratswahlkreis Nordgrönlands. Der Ort war Teil der Kirchengemeinde von Aasiaat und gehörte zum Oberkatechetendistrikt der Kolonie. Nach 1951 wurde Manermiut Teil der Gemeinde Aasiaat.

## Söhne und Töchter
- Abia Stork (1869–1934), Landesrat
- Mathias Storch (1883–1957), Pastor, Propst, Schriftsteller und Landesrat
- Edvard Reimer (1935–?), Kaufmann und Landesrat